# Luis Bacalov
Luis Enríquez Bacalov (San Martín, província de Buenos Aires, 30 de agosto de 1933 - Roma, Itália, 15 de novembro de 2017) foi um pianista, compositor, diretor de orquestra e arranjador argentino radicado na Itália, famoso pelas suas trilhas sonoras cinematográficas.

## Biografia
Nasce em agosto de 1933 de uma família de judeu-búlgaros. Inicia os estudos de piano, aos cinco anos, com o professor Enrique Barenboim, até completá-los em Buenos Aires. Posteriormente faz uma série de concertos na América do Sul. Aos vinte deixa a Argentina e se transfere para a Colômbia, onde viveu por quatro anos. Em seguida, vai para a Europa, residindo por um ano na Espanha, mas sofre com o clima político da Ditadura de Franco. Muda-se, portanto, para Paris, na qual completa os estudos de pós-graduação. Em 1959, chega finalmente à Itália. Principia como um brilhante arranjador na etiqueta Fonit Cetra e, posteriormente, a RCA. Na primeira colabora com Claudio Villa, que já o acompanhava nos concertos, e Milva. Transfere-se então para Roma na qual reside até hoje.
Em 1960, após se mudar para a RCA, Bacalov, que em seguida passou a assinar Luiz Enriquez, passa a cuidar dos arranjos das músicas de Nico Fidenco, como em Legata a un granello de sabbia, e outros artistas como Rita Pavone, (La partita di pallone, Cuore, Il ballo del mattone, Che m'importa del mondo, Questo nostro amore) Umberto Bindi (Un ricordo d'amore, Il mio mondo), Neil Sedaka (La terza luna, I tuoi capricci, L'ultimo appuntamento e Sergio Endrigo, com o qual compartilha uma amizade de mais de vinte anos, testemunhada por arranjos em notáveis canções como Io che amo solo te, Se le cose stanno così, Era d'estate, Canzone per te, Lontano dagli occhi, L'arca di Noè, Una storia, Elisa Elisa, entre outras.
Com Endrigo, acabou tendo um longo embate na justiça por conta de acusação de plágio das notas que o compositor utilizou como tema do filme Il postino, o qual ganhou um Oscar em 1996. A canção é semelhante à Nelle mie notti, uma música de Endrigo arranjada pelo mesmo Bacalov em 1974. Após uma decisão de 2001 que o absolveu da acusação de plágio, una de 2003 da Corte de Apelo Civil de Roma o condenou a dividir os créditos da canção.
Entre os álbuns em que colabora com Endrigo estão os dois primeiros de 1962 e 1964, além de La vita, amico, è l'arte dell'incontro (Cetra, 1969), O duplo live L'Arca di Noè (Cetra, 1970), Nuove canzoni d'amore (Cetra, 1971), L'arca (Cetra, 1972) e Ci vuole un fiore (Ricordi, 1974).
Nos anos 1970, faz os arranjos para o álbum do grupo New Trolls, Trolls, Cetra 1971 e Concerto Grosso n. 2, Cetra 1976), Osanna (Preludio, tema, variazioni, canzona, Cetra 1972), Il Rovescio della Medaglia (Contaminazione, RCA 1973), Claudio Baglioni (Sabato pomeriggio, RCA 1975), Mia Martini (Che vuoi che sia, Se t'ho aspettato tanto, CIV 1976), Ricchi e Poveri (I musicanti, Fonit Cetra 1976).
Em 1960, havia começado o trabalho como compositor para filmes sob o pseudônimo de Luis Enríquez. Entre os muitos filmes para os quais ele compôs a trilha sonora se encontram Il vangelo secondo Matteo (1964), Django e Quién Sabe? (1966), A ciascuno il suo (1967), L'amica (1969), Cuori solitari (1970), Milano calibro 9 (1972). Em 1962, começou a trabalhar com Gianni Morandi, para quem escreveu a música Fatti mandare dalla mamma a prendere il latte e, um ano depois, Ho chiuso le finestre.
No final dos anos 1970 colaborou com Federico Fellini fazendo a trilha sonora do filme La città delle donne, após a súbita morte de Nino Rota. Ainda nesta época, produziu, juntamente com Chico Buarque e Sergio Bardotti, o musical brasileiro Os Saltimbancos, que teve sua estreia no Canecão, no Rio de Janeiro, em agosto de 1977, com direção de Antonio Pedro, e contando no elenco com Marieta Severo como a Gata, Miúcha como a Galinha, Pedro Paulo Rangel como o Cachorro e Grande Otelo como o Jumento. A peça foi posteriormente adaptada para o cinema como Os Saltimbancos Trapalhões com a participação do grupo de comédia Os Trapalhões . Em 1995, ganhou o prêmio da Academia, pelo filme Il postino. No decorrer de sua carreira Bacalov já trabalhou com muitos diretores, incluindo Pier Paolo Pasolini, Damiano Damiani, Ettore Scola, Fernando Di Leo, Gianni Serra e Franco Giraldi. Compôs trilhas sonoras para filmes Western spaghetti. Il grande duello foi usada por Quentin Tarantino no filme Kill Bill. No mesmo filme os créditos incluem música de Ennio Morricone, com quem colaborou.
Em 1998, ajudou Fabrizio De André a cantar uma de suas canções (Smisurata Preghiera, do álbum Anime Salve), na versão em espanhol com o título Desmedida plegaria, então inserida no filme Ilona arriva con la pioggia.
Em 2000, ele escreveu a música de Mosè, Principe del Deserto, um musical com letra de Luca Nicolaj e canções de Loriana Lana.
É maestro principal da Orchestra della Magna Grecia, de Taranto e pianista .
Detém o curso Composizione di musica per film da Accademia Chigiana di Siena. Leciona na Academia de Cinema ACT MULTIMEDIA, de Cinecittà, em Roma. Em julho de 2008, inaugurou a Semana Musicale Senese com a ópera-balé Y Borges cuenta que, baseado no livro de Carlos Sessano, Alberto Muñoz e Luis Bacalov, com a direção de Giorgio Barberio Corsetti, coreografia de Anna Paola Bacalov, coreografias e cenas de Tango de Alex Cantarelli, figurino de Cristian Taraborrelli. 
Em 2009, tocou piano no último disco de Claudio Baglioni "QPGA" na canção Fiore di sale. É presidente honorário do Festival de Cinema Viareggio EuropaCinema.

## Discografia

### Álbuns em estúdio
- 1968 – We Still Kill the Old Way (Original Motion Picture Soundtrack) (LP record|LP  United Artists Records)
- 1971 – Pitturamusica (LP Generalmusic)
- 1972 – Paesaggi (LP Generalmusic)
- 1975 – Desbandes by Gato Barbieri and Luis Bacalov (LP; Vista)
- 1977 - Os Saltimbancos Trapalhões, com Sergio Bardotti, Chico Buarque, Magro Waghabi, Miúcha e Nara Leão (LP; Universal Music)
- 1979 – Sincretic 1 by Luis Bacalov and Giovanni Tommaso
- 1980 – La cité des femmes (LP Général Music France)
- 1984 – Le Juge (CD Ltd Music Box Records)
- 1985 – Le Transfuge (CD; Ltd; Music Box Records)
- 1985 – Django (Original Motion Picture Soundtrack) (Intermezzo, Generalmusic)
- 1986 – Quién Sabe? (Original Motion Picture Soundtrack) (Intermezzo, Generalmusic)
- 1992 – Il Prezzo del potere (Original Soundtrack) (CD CAM)
- 1993 – Luis Bacalov Plays Nino Rota (CD CAM)
- 1994 – The Postman (Il Postino) (CD Miramax Records)
- 1994 – Anni Ribelli (Original Soundtrack) (CD CAM)
- 1995 – A ciascuno il suo / Una questione d'onore (Original Soundtracks) (CD, RE Point Records
- 1995 – La più grande rapina del west / L'oro dei bravados (Original Soundtracks) (CD, RE, Ltd. GDM Music)
- 1995 – Il grande duello / Si può fare… amigo (Original Soundtracks) (CD Point Records)
- 1995 – Ricatto alla Mala / La polizia è al servizio del cittadino? (Original Soundtracks) (CD Point Records)
- 1996 – Il Vangelo secondo Matteo (Original Soundtrack) (CD, RE, RCA)
- 1997 – Concerto Premio Rota 1996' (CD, RM; CAM)
- 1997 – La tregua ("The Truce") (Original Motion Picture Soundtrack) (CD CAM)
- 1999 – Milonga (Original Soundtrack) (CD RCA)
- 2000 – Lo chiamavano King… / Monta in sella!! Figlio di… / Partirono preti, tornarono… curati (Original Soundtracks) (CD, RM, Ltd. Screen Trax)
- 2003 – Sugar Colt (Original Motion Picture Soundtrack) (CD; GDM Music)
- 2007 – Per amore by Ennio Morricone and Luis Bacalov (Colonna Sonora Originale) (CD, RE, RM; GDM Music)
- 2007 – I quattro del Pater Noster (Original Soundtrack) (CD, R Verita Note
- 2008 – A qualsiasi prezzo (CD Verita Note)
- 2010 – Coup de foudre (CD, Ltd. Quartet Records))
- 2010 – Lo Scatenato / La Pecora / Nera (CD Verita Note)
- 2010 – Summertime Killer (The Complete Original Soundtrack In Full Stereo) (CD, RE, RM, Ltd. Quartet)

### Extended plays
- 1965 – Una questione d'onore (Dischi Ricordi SRL 10–412)
- 1973 – The Summertime Killer (Seven Seas Music FM-1044S)
- 2002 – In Lounge (Giaguaro Records GRC 005)

### Singles
- "Django" (Franco Migliacci, Robert Mellin, Luis Bacalov) (1966 Django Dischi Parade PRC 5001 – Seven Seas Music HIT-1376; 1967 7", as "Django" / "Django-Thema", Vogue Schallplatten DV 14626)
- "Sugar Colt" (1966 Dischi Parade PRC 5007; 1967 7" Zafiro)
- "A ciascuno il suo" (1967 7" Dischi Parade PRC 5029)
- "Lo scatenato" / "Se chiudi gli occhi" (from Lo scatenato) (1967 7" Dischi Parade PRC 5047)
- "Run and Run Like a Play" / "Country Lovers" (from The Summertime Killers) (1972 7" Delta Italiana ZD 50221)
- "Fandango" (from L'uomo che sfidò l'organizzazione) (1975 7" CBS 3668)
- "Il lungo viaggio" / "Memorie" (from Il lungo viaggio) (1975 7" RCA TBBO 1179)
- "Che ce voj fà / Carrefour (from Colpita da improvviso benessere) (1976 7" RCA TBBO 1187)
- "Che fare?" (1979 7" Generalmusic GMN 5005)
- "A Suitcase Full of Memories" / "Mélodie pour un réve" (from Le jeune marié) (1983 7" Général Music France 801.045)
- "In Lounge" (2002 7" Giaguaro Records)

### Bootleg
- 2003 – aparece em: Kill Bill Vol. 1 Unreleased Tracks [vários artistas]
- 2009 – aparece em: Bicycle, Bicycle, Bicycle, I Want to Ride My Bicycle Mixtape!!! [vários artistas]